# دوست‌پسرم منو ول کرد
« دوست پسرم منو ول کرد» (به فرانسوی: Mon ami m'a quittée) تک‌آهنگی از هنرمند اهل کانادا سلین دیون است که در  سپتامبر ۱۹۸۳ منتشر شد.